# シンシア (原田知世の曲)
「シンシア」は、原田知世21枚目のシングル。1997年7月24日発売。発売元はフォーライフミュージックエンタテイメント。

## 解説
「シンシア」は、本人主演の日本テレビ系水曜ドラマ『デッサン』の主題歌と、J-PHONE CMソング。
タイトル「シンシア」の英語表記は、「誠実」「真実」「純粋」等を意味する「Sincere」。
本作リリース後の1997年9月18日、同年1月のスマッシュ・ヒット「ロマンス」を含むミニ・ベスト・アルバム『Flowers』がリリース。
原田の40歳の誕生日である2007年11月28日にリリースされたアルバム『music & me』には、リメイクの「シンシア （2nd version）」が収録されたほか、2022年3月23日にリリースのアルバム『fruitful days』にも新たなリメイク・バージョンが収録された。

## チャート成績
オリコンチャート登場週数は10週、チャート最高順位は週間25位、累計8.4万枚のセールスを記録。

## 収録曲/パーソネル
作詞：原田知世
1. シンシア
  - 作曲：Ulf Turesson & Johnny Dennis
  - 編曲：Free Wheel

Ulf Turesson - Guitars, Harmonica, Backing Vocals
Niklas Fransson - Piano, Trombones
Haran Bacchus - Bass
Frederick Dahl - Drums & Percussion
Goran Kajfeš - Flugelhorn
Strings from Swedish Radio Symphonyc Orchestra
2. 愛のロケット
  - 作曲・編曲：Tore Johansson

Tore Johansson - Bass, Guitars, Klangspiel
Rasmus Kihlberg - Drums
Sven Andersson - Horns
Petter Lindgård - Horns
Jens Lindgård - Horns
3. シンシア -INSTRUMENTAL-

## 収録アルバム
- Flowers（1997年）
- Best Harvest（2001年）
- music & me（2007年）

## カバー
- 中田裕二[注釈 1]（2014年6月18日、カバーアルバム『SONG COMPOSITE』に収録[3][4]）